# Easy Driver
Easy Driver è stato un documentario prodotto dalla Rai, in onda dal 2000 al 2019 su Rai 1 e nell'estate 2020 su Rai 2 e dedicato al mondo dei motori, in particolare delle automobili.

## Descrizione
Il programma si occupava di analizzare e raccontare il mondo dell'auto. Ogni puntata era dedicata a due differenti modelli di auto, attraverso due viaggi che conducono ad un'unica meta. Venivano descritti i dettagli delle auto e allo stesso tempo mostrati i paesaggi visitati di volta in volta. Vi erano inoltre diverse rubriche dedicate a temi specifici, come Moto&Moto sul mondo delle moto, Un agente per amico sul tema della sicurezza stradale, trattato in collaborazione con la Polizia stradale, Retro per le manifestazioni di auto d'epoca e anniversari, News che consisteva in brevi filmati su restyling di auto o sulla presentazione di iniziative dedicate al mondo dell'auto, Car e Work sul mondo dell'autotrasporto.

## Conduzione
Alla conduzione del programma si sono alternati nel corso degli anni Luana Ravegnini, sostituita poi da Ilaria Moscato; entrambe in coppia con Marcellino Mariucci. Hanno poi condotto Sofia Bruscoli e Veronica Gatto, Roberta Morise e Metis Di Meo. Nel 2019 la conduzione è affidata a Margherita Adamo, affiancata in ogni puntata da un collaudatore professionista. Nell'ultima edizione andata in onda nel 2020 conduceva Marzia Valitutti con la partecipazione di Vincenzo Borgomeo e Giorgetto Giugiaro.

## Montaggio
Il montaggio delle ultime edizioni è stato a cura di Mario Tabassi.

## Sigla
La sigla d'apertura è stata il singolo del 1985 Dancing in the Street nella versione di David Bowie e Mick Jagger.